# گزه (خوسف)
گزه یک روستا در ایران است که در دهستان براکوه شهرستان خوسف واقع شده‌است.